# Bochowo
Bochowo (kaszub. Bòchòwò; niem. Bochow) – wieś kaszubska w Polsce, położona w województwie pomorskim, w powiecie bytowskim, w gminie Czarna Dąbrówka, na północno-zachodnim krańcu Pojezierza Kaszubskiego. Wieś jest siedzibą sołectwa Bochowo.
W latach 1975–1998 wieś administracyjnie należała do województwa słupskiego.